# Gayenna orizaba
Gayenna orizaba är en spindelart som beskrevs av Banks 1898. Gayenna orizaba ingår i släktet Gayenna och familjen spökspindlar. Inga underarter finns listade i Catalogue of Life.